# 김제 흥복사 대웅전 목조삼존불좌상
김제 흥복사 대웅전 목조삼존불좌상(金堤 興福寺 大雄殿 木造三尊佛坐像)은 전북특별자치도 김제시 흥복사 대웅전에 있는 불상이다. 2000년 6월 23일 전라북도의 유형문화재 제181호로 지정되었다.

## 참고 자료
- 흥복사대웅전목조삼존불좌상 - 국가유산청 국가유산포털